# Frank Debenham

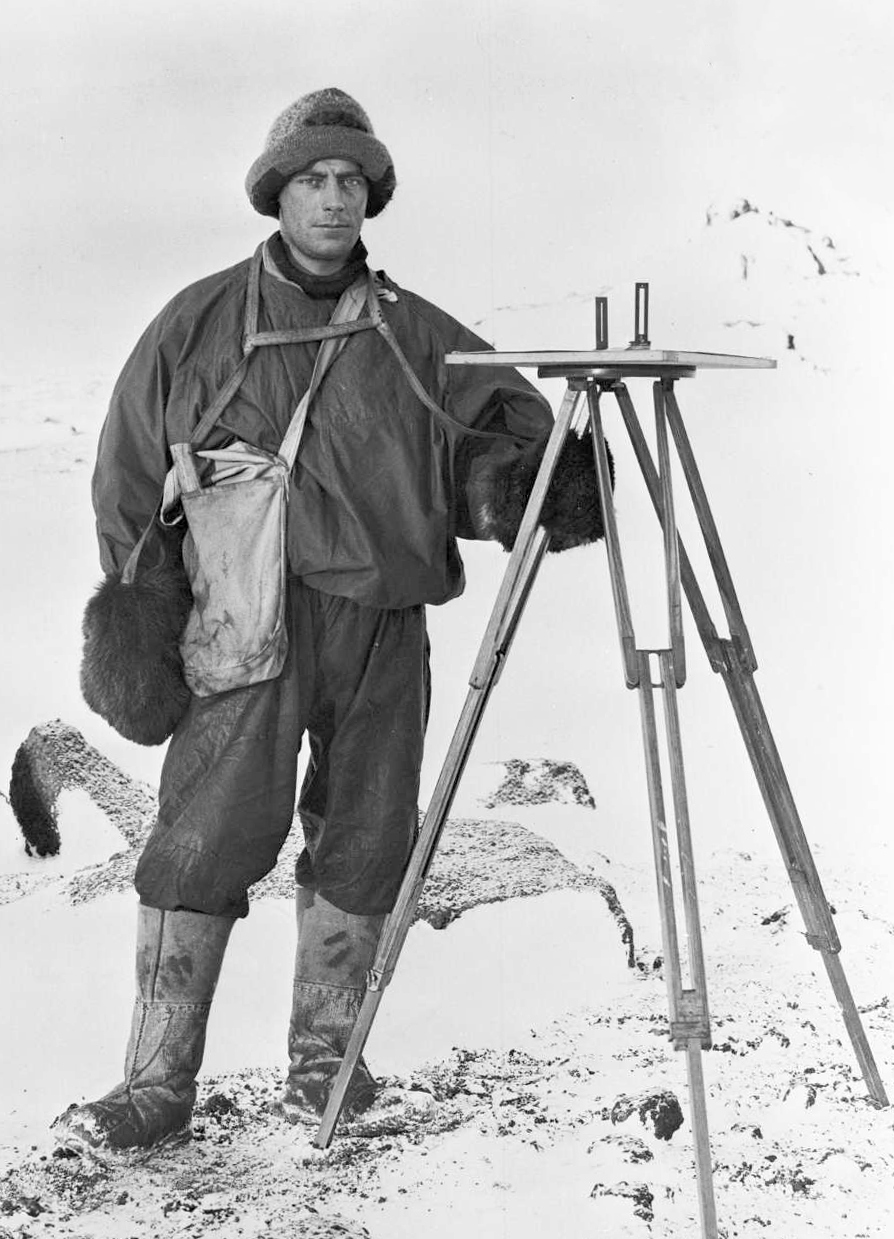
Frank Debenham 1911 in der Antarktis

Frank Debenham, OBE (* 26. Dezember 1883 in Bowral, New South Wales; † 23. November 1965 in Cambridge) war ein australischer Geologe, Geograph und Polarforscher. Von 1910 bis 1913 nahm er an der Terra-Nova-Expedition in die Antarktis teil. In späteren Jahren dozierte als Professor für Geographie an der University of Cambridge und war der erste Direktor des dort ansässigen Scott Polar Research Institute.

## Leben
Debenham wurde 1883 als jüngerer Zwilling und drittes Kind von Reverend John Willmott Debenham und dessen Frau Edith (geb. Cleveland) geboren. Er besuchte zunächst die von seinem Vater geführte Schule und wechselte später zur King’s School in Parramatta, wo er Jahresbester in den wissenschaftlichen und sportlichen Fächern wurde. Er schloss ein Studium der Fächer Englisch und Philosophie an der University of Sydney mit dem akademischen Grad eines Bachelor of Arts ab und wurde anschließend Lehrer an der anglikanischen Armidale School in New South Wales.
Im Jahre 1908 kehrte er an die Universität zurück und studierte Geologie bei Edgeworth David. Von 1910 bis 1913 gehörte er zu einer Gruppe von drei Geologen, die an Robert Falcon Scotts Terra-Nova-Expedition in die Antarktis teilnahmen. Von Januar bis März 1911 erforschte und kartierte Debenham zusammen mit Thomas Griffith Taylor (1880–1963), dem Physiker Charles Seymour Wright (1887–1975) und Edgar Evans die Gebirge im westlichen Viktorialand („Geologische Westgruppe“). An Scotts tragisch endender Reise zum Südpol nahm er nicht teil, weil er sich zuvor eine Knieverletzung beim Fußballspielen im Schnee zugezogen hatte. Stattdessen erforschte er mit Taylor, Tryggve Gran und Robert Forde (1875–1959) die Region um den Granite Harbor. Nach der Rückkehr aus der Antarktis 1913 ging er zur University of Cambridge um seine Feldstudien auszuwerten.
Im Ersten Weltkrieg war er Leutnant im 7th Battalion, Oxfordshire and Buckinghamshire Light Infantry. Er diente in Frankreich und bei Saloniki und wurde im August 1916 schwer verwundet. Im Januar 1917 heiratete er Dorothy Lucy Lempriere. Er verließ nach dem Waffenstillstand die Armee im Range eines Majors und wurde 1919 zum Mitglied des Order of the British Empire ernannt. Im gleichen Jahr ging er wieder nach Cambridge zurück, wo er Fellow des Gonville and Caius College und Dozent für Geographie wurde. Im Jahre 1920 gründete er mit Raymond Priestley das Scott Polar Research Institute, wozu ihm Überschüsse aus öffentlichen Spenden für die Angehörigen von Scotts Polmannschaft zur Verfügung gestellt wurden. Am Institut sollte wissenschaftliche Ergebnisse britischer Expedition ausgewertet und zukünftige Expeditionen durch erfahrene Polarforscher vorbereitet und unterstützt werden. Debenham hatte die Idee zu einem solchen Ausbildungszentrum bereits 1912 während seiner Antarktisexpedition. Er war ehrenamtlicher Direktor des Instituts von 1920 bis 1946. In dieser Funktion machte er das Scott Polar Research Institute in Cambridge, gemeinsam mit Priestley und James Wordie, einem Teilnehmer an Ernest Shackletons Endurance-Expedition, zum führenden Zentrum der Polarforschung in Großbritannien.
1931 wurde Debenham auf den Lehrstuhl für Geographie an der University of Cambridge berufen. Während des Zweiten Weltkriegs bildete er Offiziersanwärter aus, hielt Vorlesungen für Navigatoren der Royal Air Force und erfand Techniken zur Erstellung von Geländemodellen für die Instruktion von Kommandoeinheiten.
Nach dem Krieg wurde er Vizepräsident der Royal Geographical Society (1951–1953), nachdem er bereits 1948 die Victoria Medal der Gesellschaft erhalten hatte. Frank Debenham starb im Alter von 81 Jahren in Cambridge und hinterließ seine Witwe, einen Sohn und vier Töchter.
Nach Frank Debenham sind der Debenham-Gletscher (77° 10′ S, 162° 38′ O), die Debenham-Inseln (68° 8′ S, 67° 7′ W) und der Debenham Peak (67° 21′ S, 50° 26′ O) in der Antarktis benannt.

## Veröffentlichungen (Auswahl)
- In the Antarctic: Stories of Scott’s Last Expedition. 1952.
- Antarctica – The story of a continent (dt. Antarktis – Geschichte eines Kontinents. Übersetzung durch Oskar Müller bearbeitet von Gretel Hess und Rudolf Kühn. Copress-Verlag, 1959).
- Discovery & Exploration. 1960.
- Kalahari Sand. Bell, 1953.
- Nyasaland.
- The way to Ilala.
- Study of African Swamp.
- Simple Surveying.
- The use of Geography.
- Map Making. Blackie & Son, London und Glasgow, 1942.
- The World is Round  (dt. Die Welt ist rund, Droemer/Knaur 1959)
- Space – The Global Atlas.